# 克里洛夫半島
克里洛夫半島是南極洲的半島，位於奧次地，處於勞里岑灣以西，由美國海軍和蘇聯的探險隊命名，以蘇聯的數學家命名，現時由南極條約體系管理。
69°5′S 156°20′E / 69.083°S 156.333°E